# Lockwood (Montana)
Lockwood es un lugar designado por el censo ubicado en el condado de Yellowstone en el estado estadounidense de Montana. En el Censo de 2010 tenía una población de 6797 habitantes y una densidad poblacional de 196,01 personas por km².

## Geografía
Lockwood se encuentra ubicado en las coordenadas 45°49′56″N 108°23′40″O / 45.83222, -108.39444. Según la Oficina del Censo de los Estados Unidos, Lockwood tiene una superficie total de 34.68 km², de la cual 33.4 km² corresponden a tierra firme y (3.67%) 1.27 km² es agua.

## Demografía
Según el censo de 2010, había 6797 personas residiendo en Lockwood. La densidad de población era de 196,01 hab./km². De los 6797 habitantes, Lockwood estaba compuesto por el 89.51% blancos, el 0.37% eran afroamericanos, el 4.87% eran amerindios, el 0.15% eran asiáticos, el 0.03% eran isleños del Pacífico, el 1.35% eran de otras razas y el 3.72% pertenecían a dos o más razas. Del total de la población el 6.03% eran hispanos o latinos de cualquier raza.